# Північний Ломбок
Північний Ломбо́к (індонез. Lombok Utara) — один з 8 округів у складі провінції Західна Південно-Східна Нуса у складі Індонезії. Розташована у північній частині острова Ломбок. Адміністративний центр — селище Танджунг у районі Танджунг.
Населення — 203564 особи (2012; 200072 в 2010, 173450 в 2000, 155658 в 1990).

## Адміністративний поділ
До складу округу входять 5 районів, 4 селища та 29 сіл:
| Райони   | Населення, осіб (2010) | Населення, осіб (2012) | Центр          | Селища | Села |
| -------- | ---------------------- | ---------------------- | -------------- | ------ | ---- |
| Баян     | 44671                  | 45486                  | Баян           | 0      | 9    |
| Гангга   | 40836                  | 41162                  | Гонданг        | 1      | 4    |
| Каянган  | 37413                  | 37958                  | Каянган        | 0      | 8    |
| Пеменанг | 32546                  | 33434                  | Пеменанг-Барат | 0      | 4    |
| Танджунг | 44606                  | 45424                  | Таджунг        | 3      | 4    |